# Republikánus Párt (Chile)
A Republikánus Párt egy chilei jobboldali populista és konzervatív ideológiájú és szélsőjobboldali irányzatú politikai párt. A párt alapítója José Antonio Kast. A párt a 2021-es chilei általános választáson a Keresztényszociális Front koalíció tagjaként indult, közös listán a Keresztény Konzervatív Párttal.

## Története

### Előzmények
A pártot José Antonio Kast alapította, aki előtte 20 évig tagja volt a Független Demokrata Unió pártnak, 16 évig pedig képviselője. A 2017-es chilei általános választáson indult elnök-jelöltként, de csak az első fordulóig jutott a szavazatok 7%-át szerezte meg. Az elnökválasztás után számos a Független Demokrata Unió jobboldali tagozatához tartozó politikus követte őt, majd a Republikánus Párt ideológiai alapját hozták létre. Kast ekkor politikai mozgalmat hozott létre.
2018. márciusban tartotta első értekezletét az új mozgalom, amely Republikánus Akció néven jött létre. A mozgalom logója háromszínű láng volt, amely hasonlított a francia Nemzeti Tömörülés pártjáéhoz, akik utólag megvádolták a mozgalmat, hogy lemásolták a logójukat. A mozgalom nacionalista, populista szellemiségű lett.
Kast kiábrándult a Független Demokrata Unió párt és kilépett a pártból, mert úgy vélte a párt túl sokat kritizálta Augusto Pinochetet.

### Alapítás
2019. június 10.-én jegyezték be a pártot. A párt vezetőségének fele a Független Demokrata Unió egykori politikusai voltak. Köztük Javier Leturia Mermod, aki a Chilei Katolikus Egyetem diákszervezetének volt elnöke 1973-ban. Emellett Sebastián Piñera első kormányának számos funkcionáriusa is.

## Ideológia
A Republikánus Pártot szélsőjobboldali, autoriter, konzervatív, bennszülöttpárti, nacionalista és jobboldali populista szellemiségűként szokták jellemezni. A pártot Cristóbal Rovira chilei politológus szerint inkább a radikális jobboldali jelző illik rájuk, mint a szélsőjobboldali. Egy másik chilei politológus Mireya Dávila szerint a pártnak ugyan van szélsőjobboldalra jellemző álláspontja, ám szerinte a szélsőjobboldali frakciók ugyanúgy megtalálhatók voltak olyan régebbi chilei jobboldali pártokban mint a Nemzeti Megújulás vagy a Független Demokrata Unió. Hasonlóképpen alakult ki a a párt szavazótábora, mint a spanyol VOX pártnak: más jobboldali pártok egykori szavazói kiábrándultak a korábbi pártjaikból.
A párt támogatója a Pinochetizmusnak, valamint nosztalgiával gondol a Pinochet-rendszerre. Gazdasági kérdésekben a párt a neoliberalizmus és a piacgazdaság elkötelezettje és fontosnak tartják az adócsökkentést. Társadalmi kérdésekben konzervatívak: a heteroszexuális kapcsolatból alapított családot tekintik családnak, ellenzik az abortuszt.
Fontosnak tartják az illegális bevándorlás megállítását, emiatt pedig árkot építtetnének a bolíviai határszakaszon.

## Választási eredmények

### Elnökválasztás
| Választási év | Jelölt            | I. Forduló      | I. Forduló   | II. Forduló     | II. Forduló  | Eredmények |
| Választási év | Jelölt            | # Szavazat szám | % Szavazatok | # Szavazat szám | % Szavazatok | Eredmények |
| ------------- | ----------------- | --------------- | ------------ | --------------- | ------------ | ---------- |
| 2021          | José Antonio Kast | 1,961,779       | 27.9%        | 3,650,088       | 44.1%        | Vereség    |